# Ferdinand
För andra betydelser, se Ferdinand (olika betydelser).

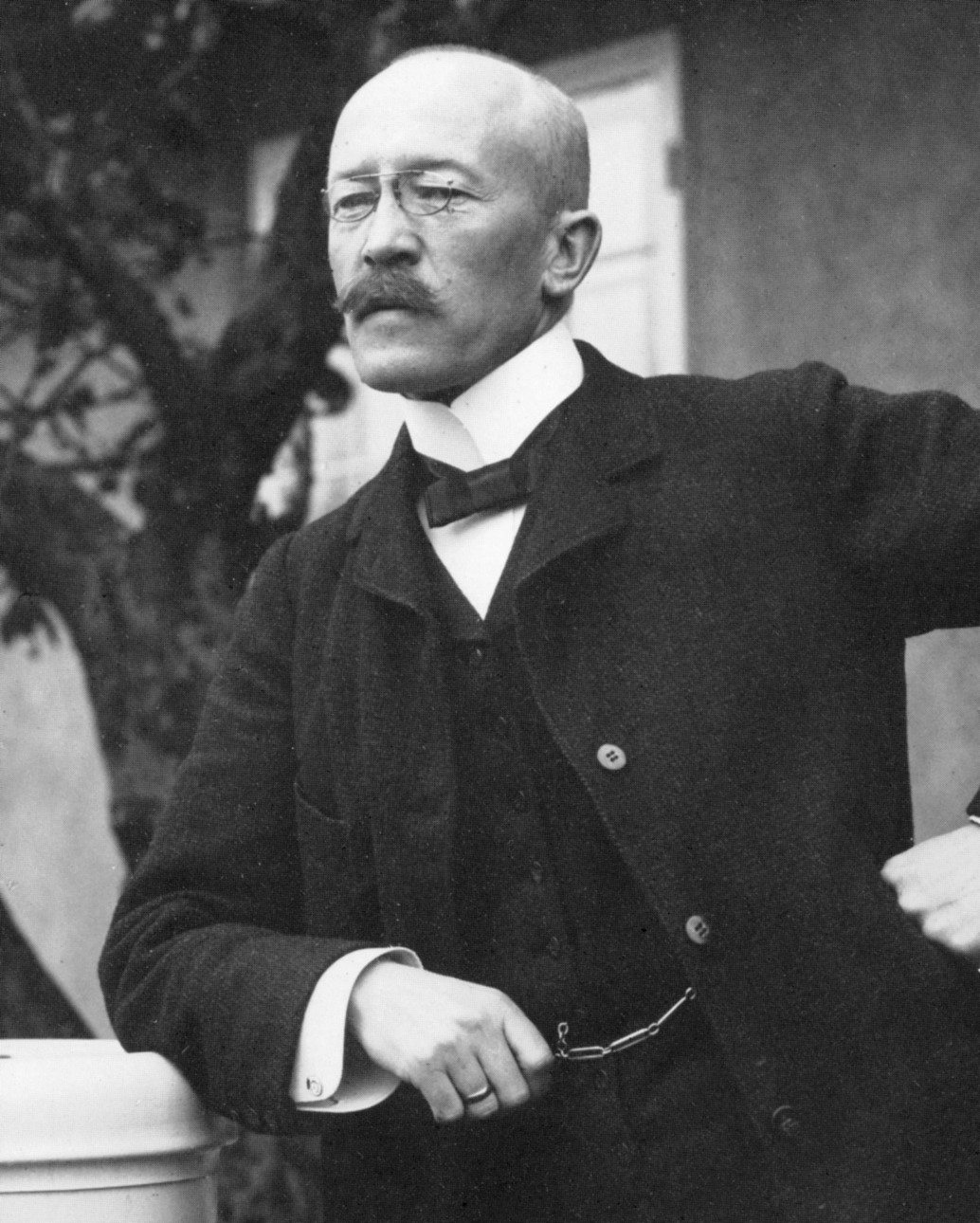
Ferdinand Boberg, 1903.

Mansnamnet Ferdinand är av forntyskt ursprung och sammansatt av ord som betyder fred och djärv. Eventuellt är betydelsen beskyddare. Den spanska formen är Fernando. Namnet har använts i Sverige sedan 1600-talet.
Namnet är inte vanligt som förstanamn. Sedan 1920-talet har trenden varit nedåtgående ända fram till de senaste åren.
31 december 2005 fanns det totalt 2253 personer i Sverige med namnet, varav 144 med det som tilltalsnamn.
År 2003 fick 50 pojkar namnet, varav 9 fick det som tilltalsnamn.
Namnsdag: 3 april i Sverige. I den finlandssvenska namnsdagslängden har Ferdinand namnsdag 3 april sedan starten 1929, då en egen namnsdagskalender togs i bruk för finlandssvenskar.

## Personer med namnet Ferdinand
Kungliga
- Ferdinand I, tysk-romersk kejsare
- Ferdinand II, tysk-romersk kejsare
- Ferdinand III, tysk-romersk kejsare
- Ferdinand II av Aragonien
- Ferdinand VII av Spanien
- Ferdinand I av Rumänien
- Franz Ferdinand, österrikisk tronföljare

Övriga
- Ferdinand Boberg, arkitekt
- Ferdinand Bol, nederländsk målare
- Ferdinand Braun, tysk fysiker, Nobelpriset i fysik 1909
- Ferdinand Flodin, hovfotograf
- Ferdinand Foch, fransk fältmarskalk
- Ferdinand de Lesseps, fransk diplomat, skapare av Suezkanalen
- Ferdinand Magellan, portugisisk upptäcktsresande
- Ferdinand Piëch, österrikisk ingenjör och företagsledare
- Ferdinand Porsche, österrikisk-tysk bilkonstruktör, Teknologie doktor samt hedersdoktor
- Ferdinand Anton Ernst Porsche, österrikisk-tysk bilkonstruktör
- Ferdinand Alexander Porsche, tysk formgivare
- Ferdinand von Richthofen, tysk friherre, geolog, geograf och forskningsresande
- Ferdinand de Saussure, schweizisk lingvist
- Ferdinand Schörner, nazitysk generalfältmarskalk
- Ferdinand Zellbell d.y., kompositör och organist
- Ferdinand Zellbell d.ä., tonsättare, organist
- Ferdinand von Zeppelin, tysk greve, militär och uppfinnare
- Anton Ferdinand, engelsk fotbollsspelare
- Rio Ferdinand, engelsk fotbollsspelare